# Ischnomantis fasciata
Ischnomantis fasciata es una especie de mantis de la familia Mantidae.

## Distribución geográfica
Se encuentra en Egipto y Etiopía.